# 테게바자로 미야자키
미야자키 테게바자로(テゲバジャーロ宮崎, Tegebājaro Miyazaki)는 미야자키현의 현청 소재지인 미야자키를 연고로 하는 일본의 축구 클럽이다. 현재 일본의 축구 3부리그인 J3 리그에 소속되어 있다.

## 선수 명단

### 현역
참고: FIFA 자격 규정에 따라 소속된 국가대표팀 국기를 표시합니다. 선수는 복수의 FIFA 비회원국 국적을 가지고 있을 수 있습니다.
| 번호 | 포지션 | 국적 | 이름   |
| ---- | ------ | ---- | ------ |
| 23   | DF     |      | 김건연 |

| 번호 | 포지션 | 국적 | 이름            |
| ---- | ------ | ---- | --------------- |
| 32   | GK     |      | 이청원          |
| 45   | DF     |      | 다나카 세이타로 |

## 역대 감독
| 감독          | 임기   |
| ------------- | ------ |
| 마쓰다 히로시 | 2023 ~ |